# MLB All-Star Game 2009
Das MLB All-Star Game 2009 war die 80. Ausgabe des Major League Baseball All-Star Game zwischen den Auswahlteams der American League (AL) und der National League (NL). Es fand am 14. Juli 2009 im Busch Stadium in St. Louis statt. Das Team der American League gewann zum siebten Mal in Folge das Spiel. Dadurch sicherten sie dem Vertreter der AL in der World Series 2009 den Heimvorteil.
Zum MVP des Spiels wurde Carl Crawford von den Tampa Bay Rays gewählt. Der zeremonielle First Pitch wurde von US-Präsident Barack Obama ausgeführt.

## Letzter Roster-Platz
Nach der Bekanntgabe der Roster fand eine zweite Abstimmung statt, um den jeweils letzten verbleibenden Platz im Roster zu vergeben.
| Spieler         | Team            | Pos.            | Spieler         | Team            | Pos.            |
| American League | American League | American League | National League | National League | National League |
| --------------- | --------------- | --------------- | --------------- | --------------- | --------------- |
| Brandon Inge    | DET             | 3B              | Shane Victorino | PHI             | OF              |
| Chone Figgins   | LAA             | 3B              | Cristian Guzmán | WAS             | SS              |
| Ian Kinsler     | TEX             | 2B              | Mark Reynolds   | ARI             | 3B              |
| Adam Lind       | TOR             | DH              | Pablo Sandoval  | SF              | 3B              |
| Carlos Peña     | TB              | 1B              | Matt Kemp       | LAD             | OF              |

## Roster
| Gewählte Startspieler | Gewählte Startspieler | Gewählte Startspieler | Gewählte Startspieler |
| Position              | Spieler               | Team                  | All-Star Games        |
| --------------------- | --------------------- | --------------------- | --------------------- |
| C                     | Joe Mauer             | Twins                 | 3                     |
| 1B                    | Mark Teixeira         | Yankees               | 2                     |
| 2B                    | Dustin Pedroia        | Red Sox               | 2                     |
| 3B                    | Evan Longoria         | Rays                  | 2                     |
| SS                    | Derek Jeter           | Yankees               | 10                    |
| OF                    | Jason Bay             | Red Sox               | 3                     |
| OF                    | Josh Hamilton         | Rangers               | 2                     |
| OF                    | Ichirō Suzuki         | Mariners              | 9                     |

| Pitcher  | Pitcher           | Pitcher   | Pitcher        |
| Position | Spieler           | Team      | All-Star Games |
| -------- | ----------------- | --------- | -------------- |
| P        | Andrew Bailey     | Athletics | 1              |
| P        | Josh Beckett      | Red Sox   | 2              |
| P        | Mark Buehrle      | White Sox | 4              |
| P        | Brian Fuentes     | Angels    | 4              |
| P        | Zack Greinke      | Royals    | 1              |
| P        | Roy Halladay      | Blue Jays | 6              |
| P        | Félix Hernández   | Mariners  | 1              |
| P        | Edwin Jackson     | Tigers    | 1              |
| P        | Joe Nathan        | Twins     | 4              |
| P        | Jonathan Papelbon | Red Sox   | 4              |
| P        | Mariano Rivera    | Yankees   | 10             |
| P        | Justin Verlander  | Tigers    | 2              |
| P        | Tim Wakefield     | Red Sox   | 1              |

| Feldspieler | Feldspieler       | Feldspieler | Feldspieler    |
| Position    | Spieler           | Team        | All-Star Games |
| ----------- | ----------------- | ----------- | -------------- |
| C           | Víctor Martínez   | Indians     | 3              |
| 1B          | Justin Morneau    | Twins       | 3              |
| 1B          | Carlos Peña       | Rays        | 1              |
| 1B          | Kevin Youkilis    | Red Sox     | 2              |
| 2B          | Aaron Hill        | Blue Jays   | 1              |
| 2B          | Ben Zobrist       | Rays        | 1              |
| 3B          | Chone Figgins     | Angels      | 1              |
| 3B          | Brandon Inge      | Tigers      | 1              |
| 3B          | Michael Young     | Rangers     | 6              |
| SS          | Jason Bartlett    | Rays        | 1              |
| OF          | Carl Crawford     | Rays        | 3              |
| OF          | Nelson Cruz       | Rangers     | 1              |
| OF          | Curtis Granderson | Tigers      | 1              |
| OF          | Torii Hunter      | Angels      | 3              |
| OF          | Adam Jones        | Orioles     | 1              |

| Gewählte Startspieler | Gewählte Startspieler | Gewählte Startspieler | Gewählte Startspieler |
| Position              | Spieler               | Team                  | All-Star Games        |
| --------------------- | --------------------- | --------------------- | --------------------- |
| P                     | Tim Lincecum          | Giants                | 1                     |
| C                     | Yadier Molina         | Cardinals             | 1                     |
| 1B                    | Albert Pujols         | Cardinals             | 8                     |
| 2B                    | Chase Utley           | Phillies              | 4                     |
| 3B                    | David Wright          | Mets                  | 4                     |
| SS                    | Hanley Ramírez        | Marlins               | 2                     |
| OF                    | Carlos Beltrán        | Mets                  | 5                     |
| OF                    | Ryan Braun            | Brewers               | 2                     |
| OF                    | Raúl Ibáñez           | Phillies              | 1                     |

| Pitcher  | Pitcher             | Pitcher      | Pitcher        |
| Position | Spieler             | Team         | All-Star Games |
| -------- | ------------------- | ------------ | -------------- |
| P        | Heath Bell          | Padres       | 1              |
| P        | Chad Billingsley    | Dodgers      | 1              |
| P        | Jonathan Broxton    | Dodgers      | 1              |
| P        | Matt Cain           | Giants       | 1              |
| P        | Francisco Cordero   | Reds         | 3              |
| P        | Zach Duke           | Pirates      | 1              |
| P        | Ryan Franklin       | Cardinals    | 1              |
| P        | Dan Haren           | Diamondbacks | 3              |
| P        | Trevor Hoffman      | Brewers      | 7              |
| P        | Josh Johnson        | Marlins      | 1              |
| P        | Ted Lilly           | Cubs         | 2              |
| P        | Tim Lincecum        | Giants       | 2              |
| P        | Jason Marquis       | Rockies      | 1              |
| P        | Francisco Rodríguez | Mets         | 4              |
| P        | Johan Santana       | Mets         | 4              |

| Feldspieler | Feldspieler     | Feldspieler  | Feldspieler    |
| Position    | Spieler         | Team         | All-Star Games |
| ----------- | --------------- | ------------ | -------------- |
| C           | Brian McCann    | Braves       | 4              |
| 1B          | Prince Fielder  | Brewers      | 2              |
| 1B          | Adrián González | Padres       | 2              |
| 1B          | Ryan Howard     | Phillies     | 2              |
| 2B          | Orlando Hudson  | Dodgers      | 2              |
| 2B          | Freddy Sanchez  | Pirates      | 3              |
| 3B          | Ryan Zimmerman  | Nationals    | 1              |
| SS          | Miguel Tejada   | Astros       | 6              |
| OF          | Brad Hawpe      | Rockies      | 1              |
| OF          | Hunter Pence    | Astros       | 1              |
| OF          | Justin Upton    | Diamondbacks | 1              |
| OF          | Shane Victorino | Phillies     | 1              |
| OF          | Jayson Werth    | Phillies     | 1              |

## Spiel

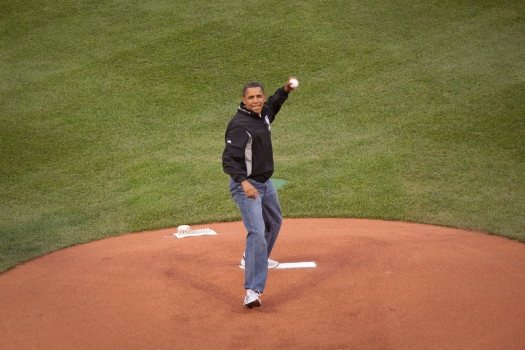
US-Präsident Barack Obama wirft den zeremoniellen ersten Pitch

### Zeremonie
Die Hymne The Star-Spangled Banner wurde von Sheryl Crow gesungen. Der Ball für den zeremoniellen ersten Pitch wurde vom Hall of Fame Mitglied Stan Musial an US-Präsident Barack Obama übergeben. Der Wurf ging in Richtung des Siegers des All-Star Votings Albert Pujols.
Während des Seventh-inning stretch sang Sara Evans God Bless America.
Die kanadische Nationalhymne O Canada wurde nur als Instrumentalversion über die Stadionlautsprecher abgespielt. Da diese Art der Präsentation nur wenig Aufmerksamkeit verursachte, kritisierte der kanadische Spieler Justin Morneau später die Zeremonie. Erschwerend kam hinzu, dass der übertragende Fernsehsender FOX während der kanadischen Hymne eine Werbeunterbrechung platzierte.

### Startaufstellung
| American League | American League | American League | American League | National League | National League | National League | National League |
|                 | Spieler         | Team            | Position        |                 | Spieler         | Team            | Position        |
| --------------- | --------------- | --------------- | --------------- | --------------- | --------------- | --------------- | --------------- |
| 1               | Ichirō Suzuki   | Mariners        | RF              | 1               | Hanley Ramírez  | Mariners        | SS              |
| 2               | Derek Jeter     | Yankees         | SS              | 2               | Chase Utley     | Phillies        | 2B              |
| 3               | Joe Mauer       | Twins           | C               | 3               | Albert Pujols   | Cardinals       | 1B              |
| 4               | Mark Teixeira   | Yankees         | 1B              | 4               | Ryan Braun      | Brewers         | RF              |
| 5               | Jason Bay       | Red Sox         | LF              | 5               | Raúl Ibáñez     | Phillies        | LF              |
| 6               | Josh Hamilton   | Rangers         | CF              | 6               | David Wright    | Mets            | 3B              |
| 7               | Michael Young   | Rangers         | 3B              | 7               | Shane Victorino | Phillies        | CF              |
| 8               | Aaron Hill      | Blue Jays       | 2B              | 8               | Yadier Molina   | Cardinals       | C               |
| 9               | Roy Halladay    | Blue Jays       | P               | 9               | Tim Lincecum    | Giants          | P               |

### Spielzusammenfassung
Zu Spielbeginn gelang dem Team der American League ein guter Start. Bereits im ersten Halbinning konnten sie zwei Runs verbuchen. Derek Jeter kam durch einen Hit by Pitch auf Base. Anschließend konnte Mark Teixeira einen RBI verbuchen, indem er durch einen Groundball Jeter das Punkten ermöglichte. Der zweite RBI ging auf das Konto von Josh Hamilton.
Das Team der National League konterte im zweiten Inning. Drei Singles und ein Ground Rule-Double von Prince Fielder brachte das Team mit 3:2 in Front.
Der Ausgleich gelang dem Team der AL im 5. Inning durch ein Two-Out Double von Joe Mauer. Die Entscheidung fiel im 8. Inning durch einen Sacrifice Fly, den Curtis Granderson zum spielentscheidenden Run nutzen konnte.

#### Statistik
14. Juli 2009 im Busch Stadium in St. Louis, Missouri
| Team            | 1 | 2 | 3 | 4 | 5 | 6 | 7 | 8 | 9 | R | H | E |
| --------------- | - | - | - | - | - | - | - | - | - | - | - | - |
| American League | 2 | 0 | 0 | 0 | 1 | 0 | 0 | 1 | 0 | 4 | 8 | 1 |
| National League | 0 | 3 | 0 | 0 | 0 | 0 | 0 | 0 | 0 | 3 | 5 | 1 |

Starting Pitchers: AL – Roy Halladay  NL – Tim Lincecum   WP: Jonathan Papelbon (1-0)   LP: Heath Bell (0-1)  SV: Mariano Rivera (4)  